# Europa-Parlamentsvalget 2019 i Italien
Europaparlamentsvalget 2019 blev afholdt i Italien den 26. maj 2019, for at vælge Italiens 75 medlemmer af Europa-Parlamentet.

## Resultater
| Parti                       | Stemmer i % | Mandater | Europæisk gruppe                                  |
| --------------------------- | ----------- | -------- | ------------------------------------------------- |
| Lega Nord                   | 34.2        | 29       | Identitet og Demokrati                            |
| Det demokratiske parti      | 22.7        | 19       | De Europæiske Socialdemokrater                    |
| Femstjernebevægelsen        | 17.0        | 14       | Selvstændig                                       |
| Forza Italia                | 8.8         | 7        | Det Europæiske Folkeparti                         |
| Italiens Brødre             | 6.4         | 6        | Gruppen af Europæiske Konservative og Reformister |
| Più Europa                  | 3.1         | 0        | Alliancen af Liberale og Demokrater               |
| Green Europe                | 2.3         | 0        | De Grønne                                         |
| La Sinistra                 | 1.7         | 0        | Europæisk Venstreparti                            |
| Partito Comunista           | 0.9         | 0        | INITIATIVE                                        |
| Partito Animalista Italiano | 0.6         | 0        | Euro Animal 7                                     |
| Sydtyrolsk Folkeparti       | 0.5         | 1        | Det Europæiske Folkeparti                         |